# NGC 3970
NGC 3970 is een lensvormig sterrenstelsel in het sterrenbeeld Beker. Het hemelobject werd op 9 maart 1828 ontdekt door de Britse astronoom John Herschel.

## Synoniemen
- MCG -2-30-41
- PGC 37425